# La Rochegiron
La Rochegiron est une commune française, située dans le département des Alpes-de-Haute-Provence en région Provence-Alpes-Côte d'Azur.
Le nom de ses habitants est Rochegironais.

## Géographie

### Localisation

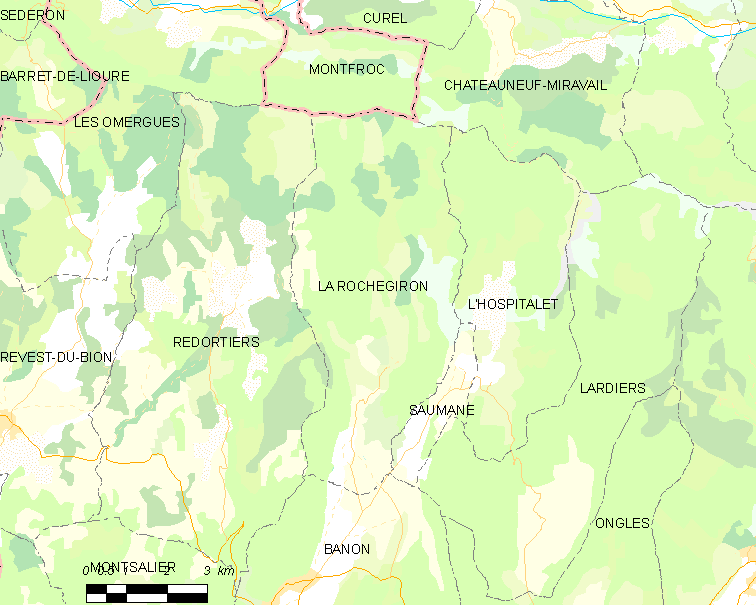
La Rochegiron et les communes voisines (Cliquez sur la carte pour accéder à une grande carte avec la légende).

La Rochegiron est situé à l'est du département des Alpes-de-Haute-Provence au pied de la montagne de Lure. À vol d'oiseau la commune est à 89,2 km au nord de Marseille, 67,7 km à l'est d'Orange, 63 km au sud-est de Gap, 46,3 km à l'ouest de Digne-les-Bains et 16,7 km au nord-ouest de Forcalquier. Les communes limitrophes sont :

### Géologie
Le calcaire du Crétacé est la principale roche constituant le sol de la commune. Les dépressions orientées SSO-NNE et SSE-NNO sont formées de marnes et de sables gréseux du Crétacé supérieur. Les roches calcaires, poreuses, laissent l’eau s’infiltrer jusqu'à un substrat de marnes néocomiennes ; ces infiltrations creusent la roche, provoquant la formation de gouffres (ou avens).

### Relief
Le village est situé à 800 mètres d’altitude,. La pente de la colline du Crapon (1 238 mètres) est située à l'ouest de la commune. Le nord de la commune est vallonné, on trouve le Rocher de la Vierge (938 m), la Meynière 1 029 m), le Coulet (1 190 m), la Gardette (1 191 m), le Défens (1 403 m) et le Tréboux (1 535 m), point culminant de la commune, qui est situé sur la crête de la montagne de Lure qui culmine à 1 826 m. On trouve aussi le col de la Roche (1 314 m).

### Hydrographie
La Rochegiron est arrosée par le Largue et plusieurs de  ses affluents, dont le ruisseau de la Combe.

### Environnement
La commune compte 1 029 ha de bois et forêts, soit un tiers de sa superficie.

### Climat
Pour des articles plus généraux, voir Climat de Provence-Alpes-Côte d'Azur et Climat des Alpes-de-Haute-Provence.
En 2010, le climat de la commune est de type climat méditerranéen altéré, selon une étude du Centre national de la recherche scientifique s'appuyant sur une série de données couvrant la période 1971-2000. En 2020, Météo-France publie une typologie des climats de la France métropolitaine dans laquelle la commune est exposée à un climat de montagne ou de marges de montagne et est dans une zone de transition entre les régions climatiques « Provence, Languedoc-Roussillon » et « Alpes du sud ».
Pour la période 1971-2000, la température annuelle moyenne est de 10,9 °C, avec une amplitude thermique annuelle de 17,1 °C. Le cumul annuel moyen de précipitations est de 966 mm, avec 6,8 jours de précipitations en janvier et 4 jours en juillet. Pour la période 1991-2020, la température moyenne annuelle observée sur la station météorologique de Météo-France la plus proche, « Saint-Christol », sur la commune de Saint-Christol à 14 km à vol d'oiseau, est de 10,0 °C et le cumul annuel moyen de précipitations est de 1 015,3 mm. 
La température maximale relevée sur cette station est de 39,3 °C, atteinte le 28 juin 2019 ; la température minimale est de −20,1 °C, atteinte le 19 février 1983,,.
Les paramètres climatiques de la commune ont été estimés pour le milieu du siècle (2041-2070) selon différents scénarios d'émission de gaz à effet de serre à partir des nouvelles projections climatiques de référence DRIAS-2020. Ils sont consultables sur un site dédié publié par Météo-France en novembre 2022.

### Transports
L'accès à Banon se fait par la D 12, entre L'Hospitalet et Banon.

### Lieux-dits et hameaux
La commune compte trois hameaux : Le Jonquet, Saint-Pancrace et Vière.

Hameaux de La Rochegiron.
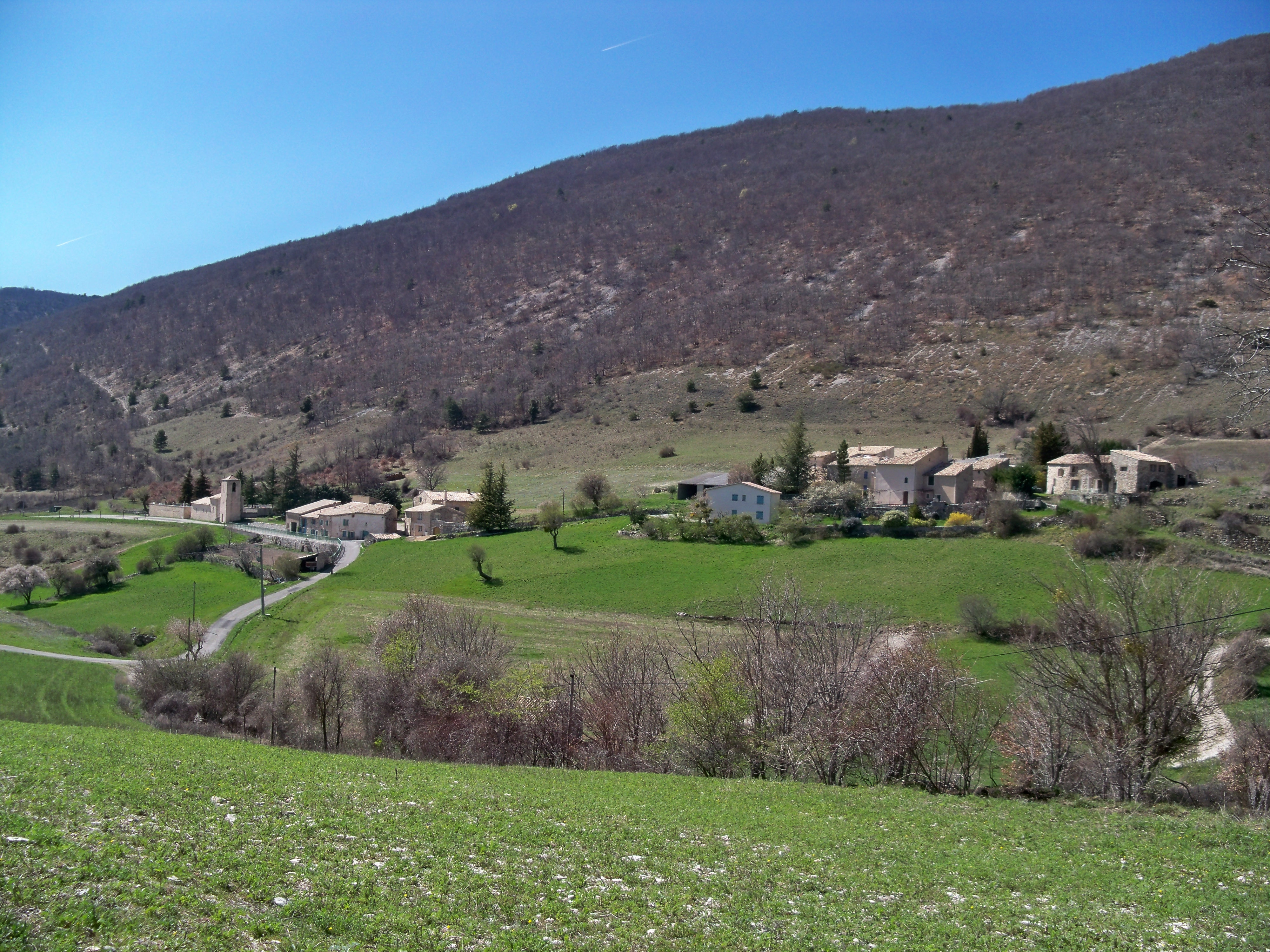
Hameau de Jonquet.
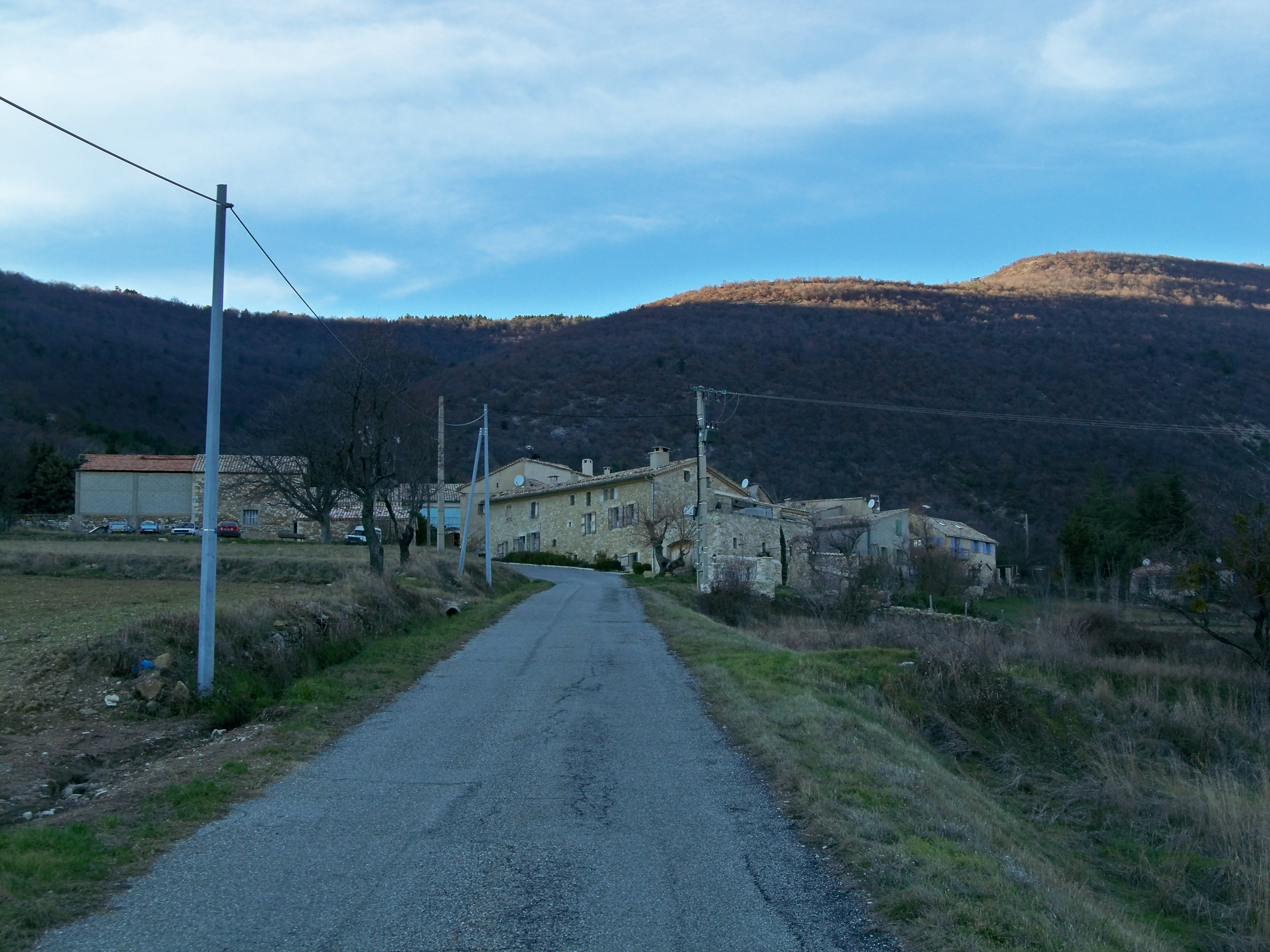
Hameau de Saint-Pancrace.
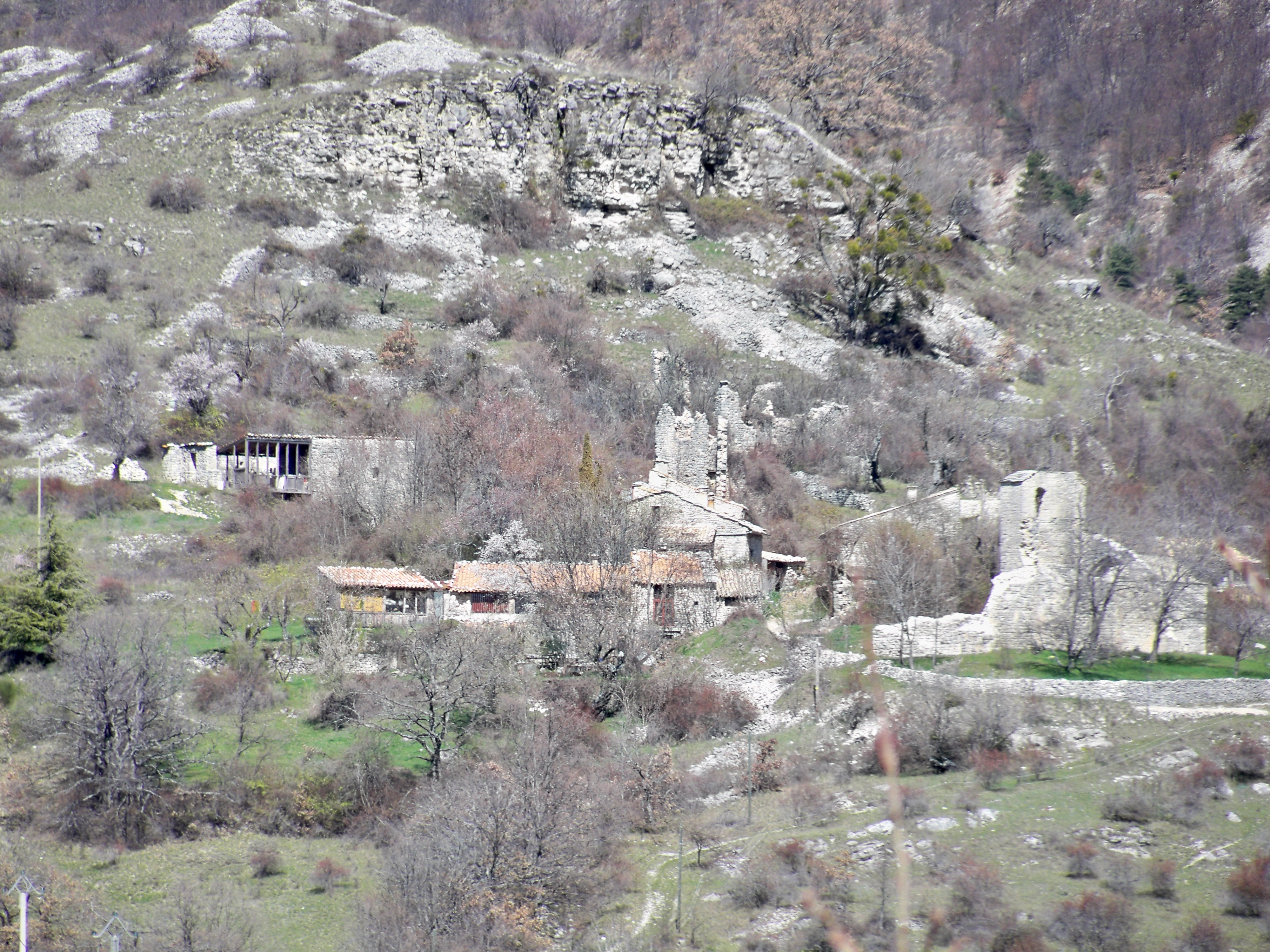
Hameau de Vière (i.e., le vieux village).

### Risques majeurs
Aucune des 200 communes du département n'est en zone de risque sismique nul. Le canton de Banon auquel appartient La Rochegiron est en zone 1b (sismicité faible) selon la classification déterministe de 1991, basée sur les séismes historiques, et en zone 3 (risque moyen) selon la classification probabiliste EC8 de 2011. La commune de La Rochegiron est également exposée à trois autres risques naturels :
- feu de forêt ;
- inondation ;
- mouvement de terrain.

La commune de La Rochegiron n’est exposée à aucun des risques d’origine technologique recensés par la préfecture ; aucun plan de prévention des risques naturels prévisibles (PPR) n’existe pour la commune et le dossier d'information communal sur les risques majeurs (DICRIM) n’existe pas non plus.

## Urbanisme

### Typologie
Au 1er janvier 2024, La Rochegiron est catégorisée commune rurale à habitat dispersé, selon la nouvelle grille communale de densité à 7 niveaux définie par l'Insee en 2022.
Elle est située hors unité urbaine et hors attraction des villes,.

### Occupation des sols
L'occupation des sols de la commune, telle qu'elle ressort de la base de données européenne d’occupation biophysique des sols Corine Land Cover (CLC), est marquée par l'importance des forêts et milieux semi-naturels (87,3 % en 2018), en augmentation par rapport à 1990 (85,6 %). La répartition détaillée en 2018 est la suivante : 
forêts (57,9 %), milieux à végétation arbustive et/ou herbacée (24,7 %), terres arables (10,4 %), espaces ouverts, sans ou avec peu de végétation (4,7 %), zones agricoles hétérogènes (2,1 %), prairies (0,2 %).
L'évolution de l’occupation des sols de la commune et de ses infrastructures peut être observée sur les différentes représentations cartographiques du territoire : la carte de Cassini (XVIIIe siècle), la carte d'état-major (1820-1866) et les cartes ou photos aériennes de l'IGN pour la période actuelle (1950 à aujourd'hui).

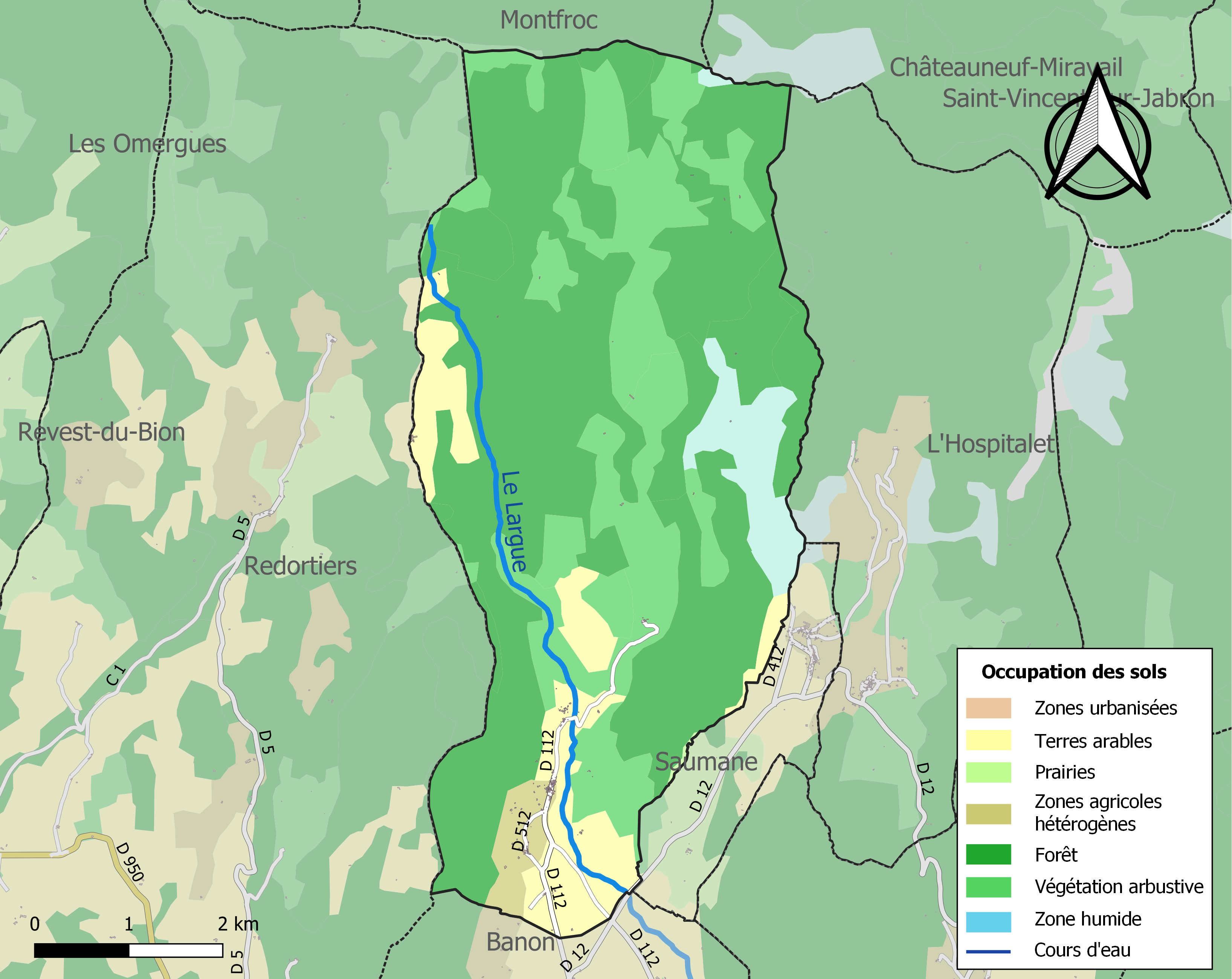
Carte de l'occupation des sols de la commune en 2018 (CLC).

## Toponymie
Le nom du village, tel qu’il apparaît la première fois en 1274 (Rochagiron), est interprété comme tiré de l’occitan rocha (forteresse) et du nom de personne Giron, puis sur des chartes au XIIIe siècle (Roca Gironis, entre autres formes).
En 1793, la commune prend le nom de Rochegiron, puis de La Roche-Girons en 1801[réf. nécessaire].
La toponymie de La Rochegiron est celle d’une commune de montagne : on retrouve de nombreux oronymes (désignant des hauteurs). Parmi ceux-ci, Peymian qui désigne « le sommet du milieu » (culmine à 1285 m), et Pimerle, la montagne à l’est de la commune, sont formés sur podium, lieu élevé. Piloubier signifie, sur le même radical, le « mont du loup » ; le peynier des Arbres Peynier signifie la « montagne noire ». On trouve encore les Ubacs (versant nord), les Plaines (plateau d’altitude). Les combes (Combe Maurel, ravin des Quatre Combes) sont dans la montagne de Lure des ravins encaissés, sans écoulement, au contraire de la définition classique de combe. Les Fontettes sont un lieu où se trouvaient des sources, aménagées ou non.
La végétation a aussi servi à nommer les lieux : on trouve la Fayée de la Saint-Jean (nommée d’après la hêtraie qui y pousse, favorisée par un versant nord qui y retient l’humidité), et la Roumigière (à l’ouest du village) est un versant qui a été envahi de ronces.
La toponymie indique également la manière dont le territoire a été occupé par l’homme en fonction de ses besoins : le Long Terme est appelé ainsi car il servait à marquer une limite territoriale : c’est d’ailleurs toujours la frontière avec la commune de Redortiers ; le Défens est une zone réservée (par le seigneur ou la communauté) et où on ne pouvait pas mener les troupeaux ; le Jas du Botte et le Jas de Pérussier, des bergeries, qui encadrent le Pré d’Engade où les troupeaux paissaient. Enfin, Vière, qui signifie vieux, ancien, est le nom de l’ancien village de la communauté de la Rochegiron.

## Histoire
Un oppidum gallo-romain, dit du camp des Maures, se trouve sur le territoire de la commune.
Alors que le sud-est de la Gaule était une terre burgonde, le roi des Ostrogoths Théodoric le Grand fait la conquête de la région entre la Durance, le Rhône et l’Isère en 510. La commune dépend donc brièvement à nouveau de l’Italie, jusqu’en 526. En effet, pour se réconcilier avec le roi burgonde Gondemar III, la régente ostrogothe Amalasonthe lui rend ce territoire.
La seigneurie appartient aux Simiane, puis à la branche des Tournon-Simiane du XIIIe siècle à la Révolution.
En 1770, cette paroisse faisait partie du diocèse de Sisteron, du parlement de l'intendance d'Aix-en-Provence, de la viguerie et de la recette de Forcalquier. On y comptait un feu et deux tiers de feu de cadastre.
Le coup d'État du 2 décembre 1851 commis par Louis-Napoléon Bonaparte contre la Deuxième République provoque un soulèvement armé dans les Basses-Alpes, en défense de la Constitution. Après l’échec de l’insurrection, une sévère répression s’abat sur ceux qui se sont levés pour défendre la République, dont un habitant de La Rochegiron.
Comme de nombreuses communes du département, La Rochegiron se dote d’une école bien avant les lois Jules Ferry : en 1863, elle en possède déjà une qui dispense une instruction primaire aux garçons, au chef-lieu. Aucune instruction n’est donnée aux filles : ni la loi Falloux (1851), qui impose l’ouverture d’une école de filles aux communes de plus de 800 habitants, ni la première loi Duruy (1867), qui abaisse ce seuil à 500 habitants, ne concernent La Rochegiron. Si la commune profite des subventions de la deuxième loi Duruy (1877) pour rénover son école, ce n’est qu’avec les lois Ferry que les filles de La Rochegiron sont régulièrement scolarisées.
Jusqu’au milieu du XXe siècle, la vigne était cultivée à La Rochegiron. Le vin produit, de qualité médiocre, était destiné à l’autoconsommation. Cette culture est aujourd’hui abandonnée. De la même façon, l’olivier, l’autre culture symbolique des régions méditerranéennes, qui était cultivé sur de petites surfaces au XIXe siècle, jusqu’à l’altitude de 600 mètres, exceptionnellement jusqu’à 700 mètres, a aujourd’hui disp

## Politique et administration

### Liste des maires

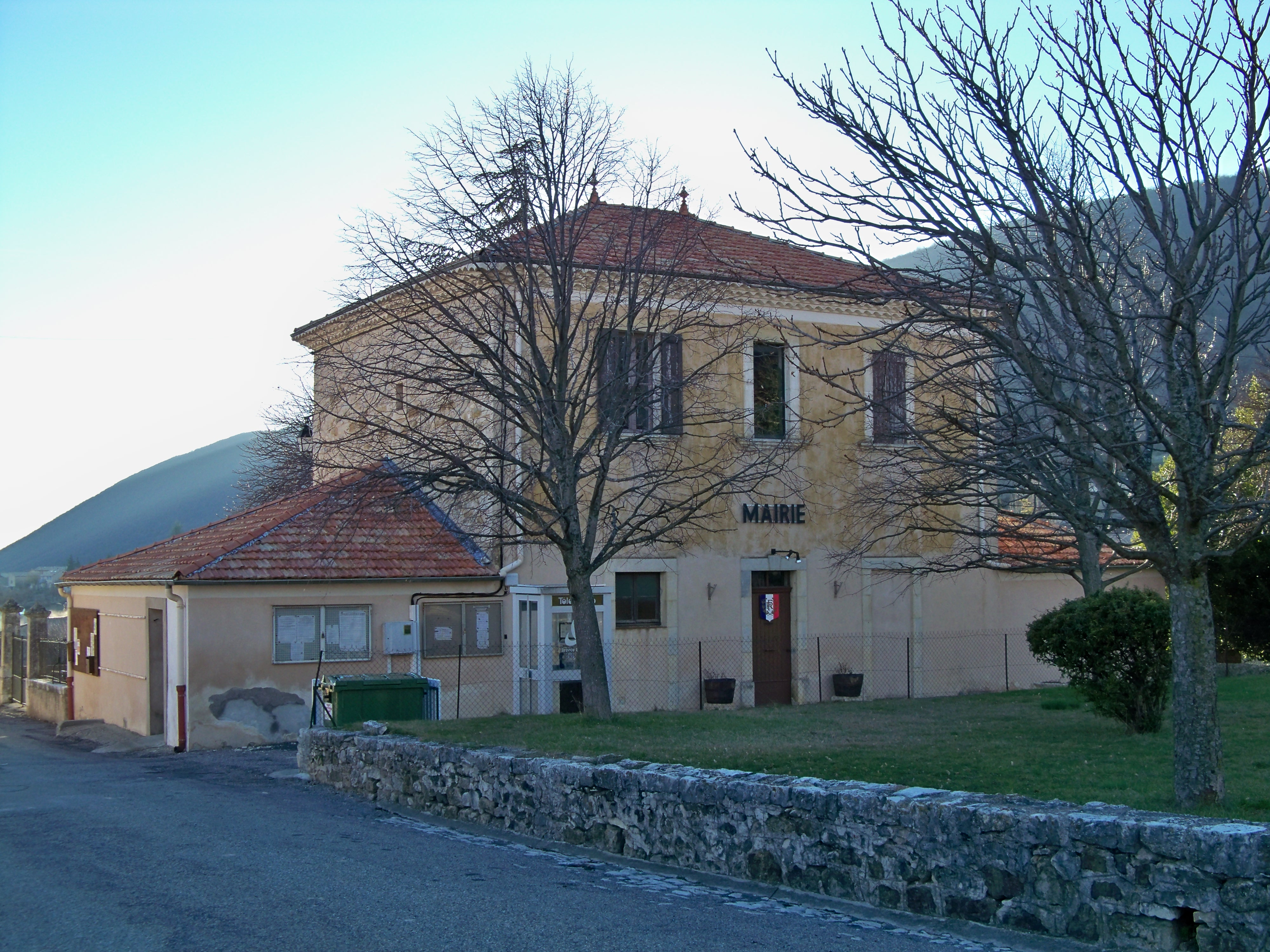
Mairie

| Période                                  | Période                         | Identité              | Étiquette | Qualité     |
| ---------------------------------------- | ------------------------------- | --------------------- | --------- | ----------- |
| mai 1945                                 |                                 | Édouard Chaisse       |           |             |
| avant 2001                               |                                 | Robert Borel          |           |             |
| 2001                                     | En cours (au 16 septembre 2018) | M. Claude Pellissier, |           | Agriculteur |
| Les données manquantes sont à compléter. |                                 |                       |           |             |

### Intercommunalité
La Rochegiron fait partie :
- de 2002 à 2017, de la Communauté de communes du Pays de Banon ;
- depuis le 1er janvier 2017, de la communauté de communes Haute-Provence Pays de Banon.

### Budget et fiscalité
| Taxe                                        | Part communale | Part intercommunale | Part départementale | Part régionale |
| ------------------------------------------- | -------------- | ------------------- | ------------------- | -------------- |
| Taxe d'habitation                           | 6,53 %         | 1,32 %              | 5,53 %              | 0,00 %         |
| Taxe foncière sur les propriétés bâties     | 16,12 %        | 1,32 %              | 14,49 %             | 2,36 %         |
| Taxe foncière sur les propriétés non bâties | 44,50 %        | 4,18 %              | 47,16 %             | 8,85 %         |
| Taxe professionnelle                        | 75,56 %        | 4,18 %              | 47,16 %             | 8,85 %         |

La part régionale de la taxe d'habitation n'est pas applicable.
La taxe professionnelle est remplacée en 2010 par la cotisation foncière des entreprises portant sur la valeur locative des biens immobiliers et par la contribution sur la valeur ajoutée des entreprises (les deux formant la contribution économique territoriale qui est un impôt local instauré par la loi de finances pour 2010).

## Population et société

### Démographie
En 2022, La Rochegiron comptait 108 habitants. À partir du XXIe siècle, les recensements réels des communes de moins de 10 000 habitants ont lieu tous les cinq ans (2006, 2011, 2016, etc. pour La Rochegiron). Depuis 2004, les autres chiffres sont des estimations.
| 1765 | 1793 | 1800 | 1806 | 1821 | 1831 | 1836 | 1841 | 1846 |
| ---- | ---- | ---- | ---- | ---- | ---- | ---- | ---- | ---- |
| 230  | 323  | 366  | 364  | 395  | 412  | 364  | 357  | 352  |

| 1851 | 1856 | 1861 | 1866 | 1872 | 1876 | 1881 | 1886 | 1891 |
| ---- | ---- | ---- | ---- | ---- | ---- | ---- | ---- | ---- |
| 325  | 336  | 335  | 295  | 302  | 287  | 272  | 264  | 258  |

| 1896 | 1901 | 1906 | 1911 | 1921 | 1926 | 1931 | 1936 | 1946 |
| ---- | ---- | ---- | ---- | ---- | ---- | ---- | ---- | ---- |
| 235  | 215  | 205  | 196  | 152  | 153  | 140  | 125  | 113  |

| 1954 | 1962 | 1968 | 1975 | 1982 | 1990 | 1999 | 2006 | 2008 |
| ---- | ---- | ---- | ---- | ---- | ---- | ---- | ---- | ---- |
| 107  | 83   | 68   | 76   | 92   | 94   | 92   | 104  | 108  |

| 2013 | 2018 | 2022 | - | - | - | - | - | - |
| ---- | ---- | ---- | - | - | - | - | - | - |
| 93   | 104  | 108  | - | - | - | - | - | - |

| 1471   |
| ------ |
| 9 feux |

L’histoire démographique de La Rochegiron, après la saignée des XIVe et XVe siècles et le long mouvement de croissance jusqu’au début du XIXe siècle, est marquée par une période d’« étale » où la population reste relativement stable à un niveau élevé. Cette période dure de 1806 à 1861. L’exode rural provoque ensuite un mouvement de recul démographique de longue durée. En 1906, la commune a perdu plus de la moitié de sa population par rapport au maximum historique de 1831. Le mouvement de baisse ne s'interrompt que dans les années 1960. Depuis, la population de La Rochegiron a repris sa croissance.

### Enseignement
La scolarisation se fait dans les écoles primaires et le collège de la commune de Banon.

### Manifestations culturelles et festivités
Deux grandes fêtes sont célébrés sur la commune, celle de la Saint-Pancrace et la fête patronale qui se déroule le dimanche suivant le 12 mai.

### Santé
Ces services sont groupés à Banon : 3 kinésithérapeutes, 4 médecins, 2 ostéopathes et 1 pharmacie, de plus, cette commune dispose d'un hôpital rural de 78 lits, construit entre 1984 et 1985.

### Cultes

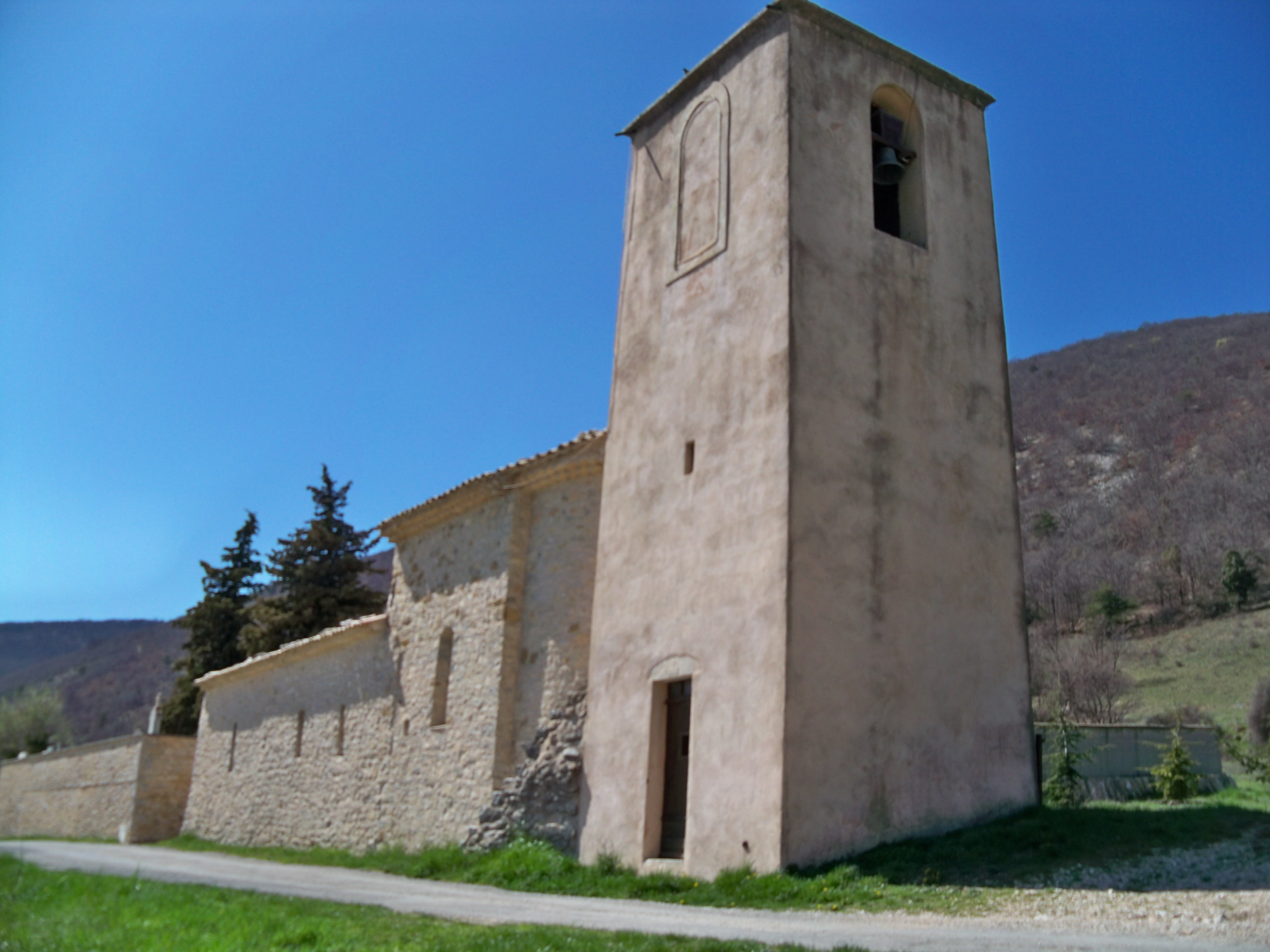
Église du Jonquet

La commune fait partie du secteur paroissial Montagne de Lure qui comprend Banon, Redortiers, Saumane, La Rochegiron, l'Hospitalet, Lardiers, Ongles, Revest-des-Brousses, Revest-du-Bion, Carniol, Simiane-la-Rotonde, Montsalier, Saint-Étienne-les-Orgues, Cruis, Mallefougasse-Augès, Fontienne, Montlaux et Revest-Saint-Martin. Le culte est célébré alternativement dans chacune des églises du secteur.

## Économie

### Agriculture
On y cultive la lavande, tandis que la spécialité agro-alimentaire est le banon, fromage au lait de chèvre AOC.

Productions agricoles de La Rochegiron.
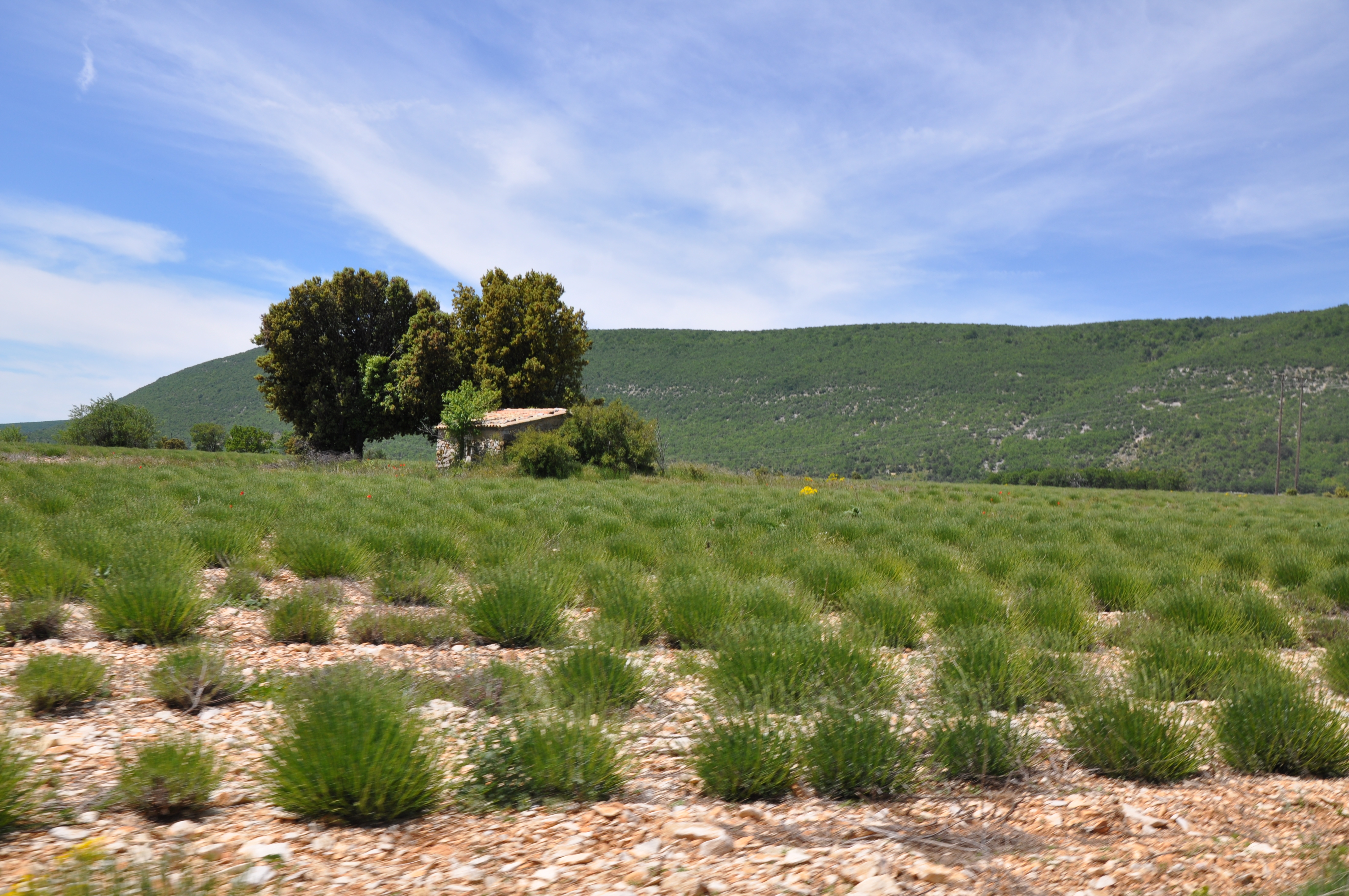
Champ de lavande.
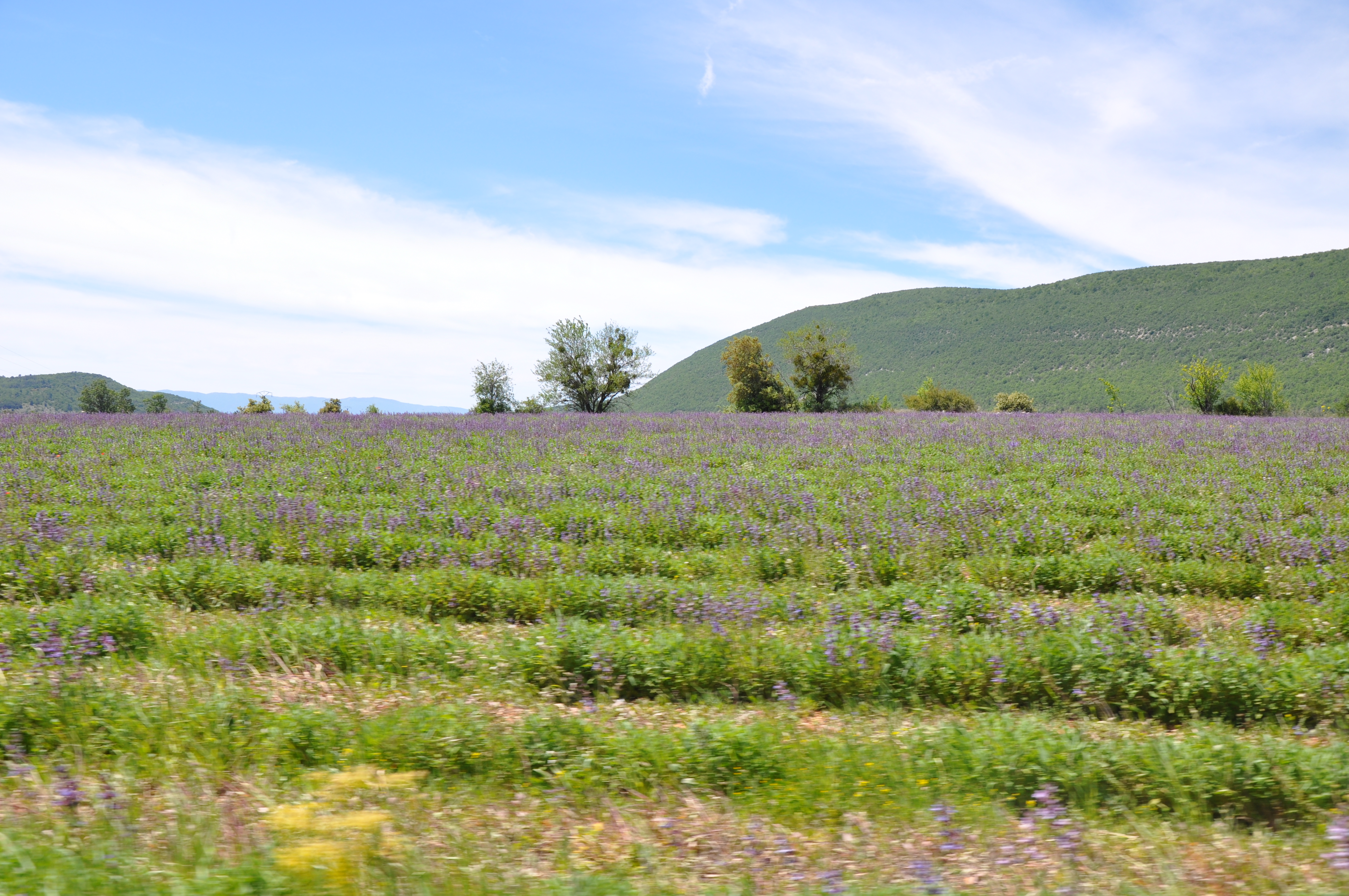
Champ de sauge sclarée.

### Industrie
Au XXe siècle, la culture de la lavande s’implante et une distillerie est créée.

### Tertiaire

Quelques lieux typiques de la commune.
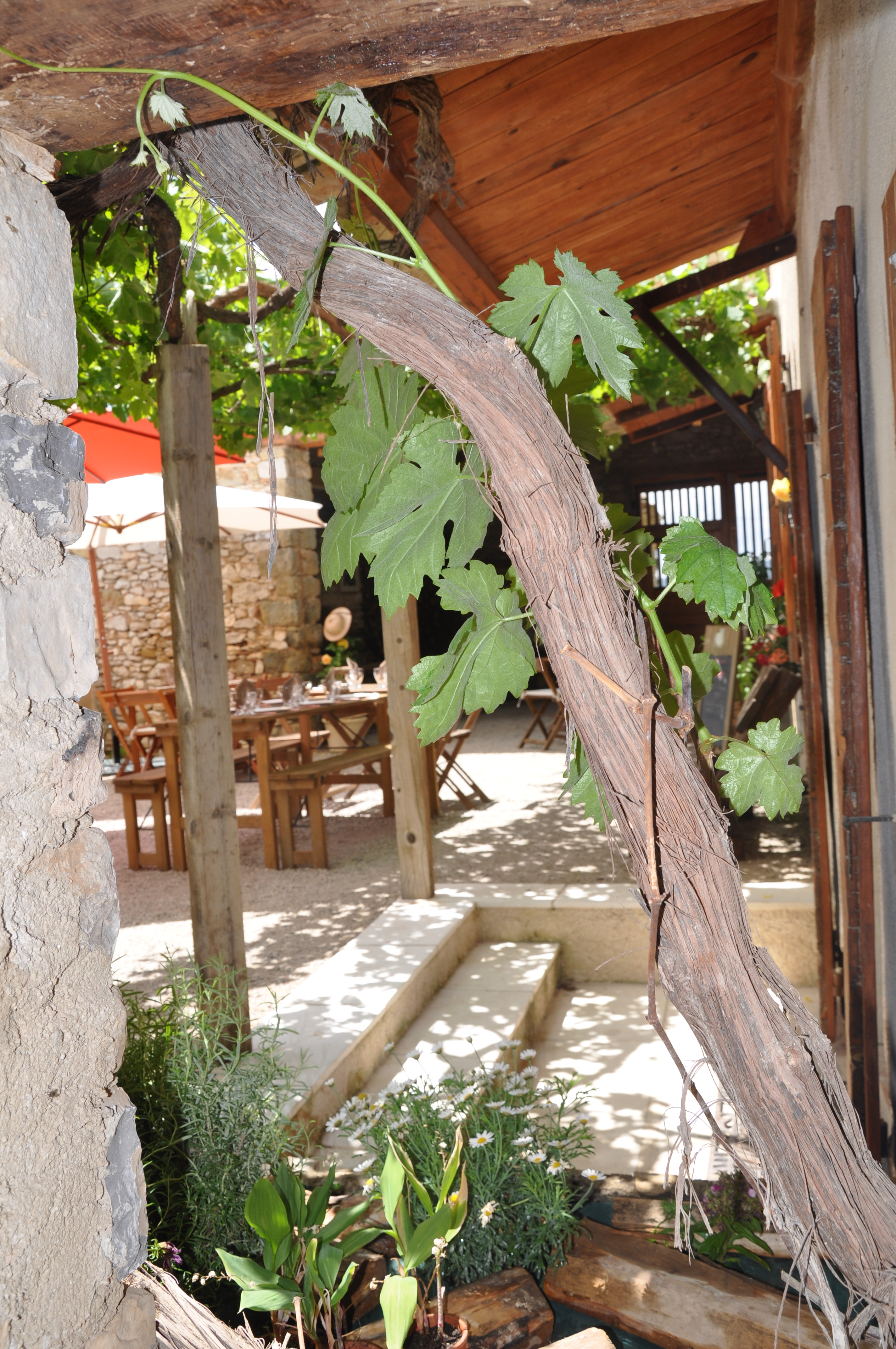
Vieux cep de treille.
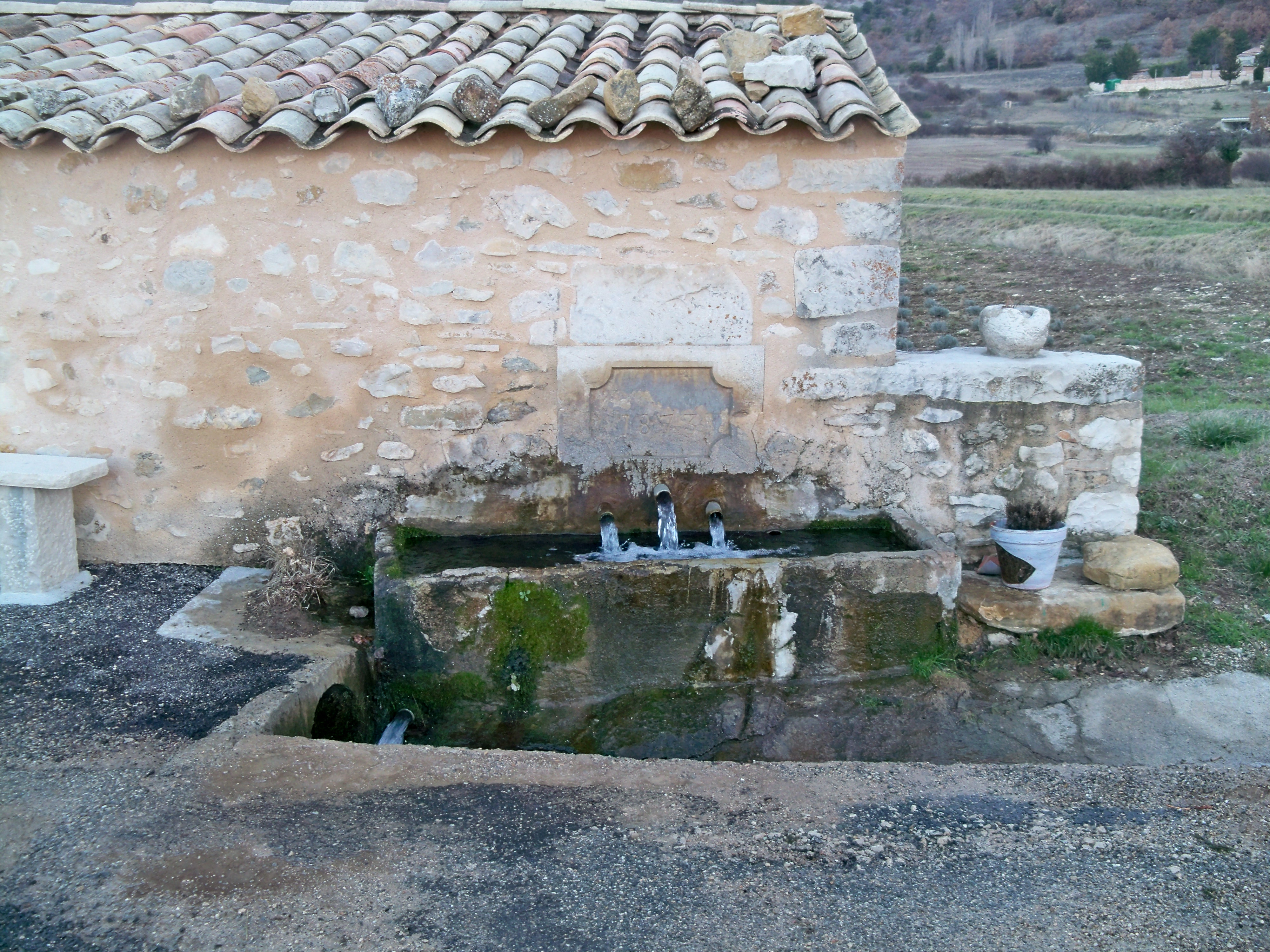
Fontaine du lavoir.

On rencontre, en suivant les GR, quelques bergeries en pierres sèches, dont les ruines au jas de Botte, le jas de Pérussier, ainsi que des avens. Des chemins balisés permettent de découvrir la montagne de Lure.
La ferme de la Fuent Crema qui se trouve sur la commune propose table et chambres d'Hôtes.

## Lieux et monuments

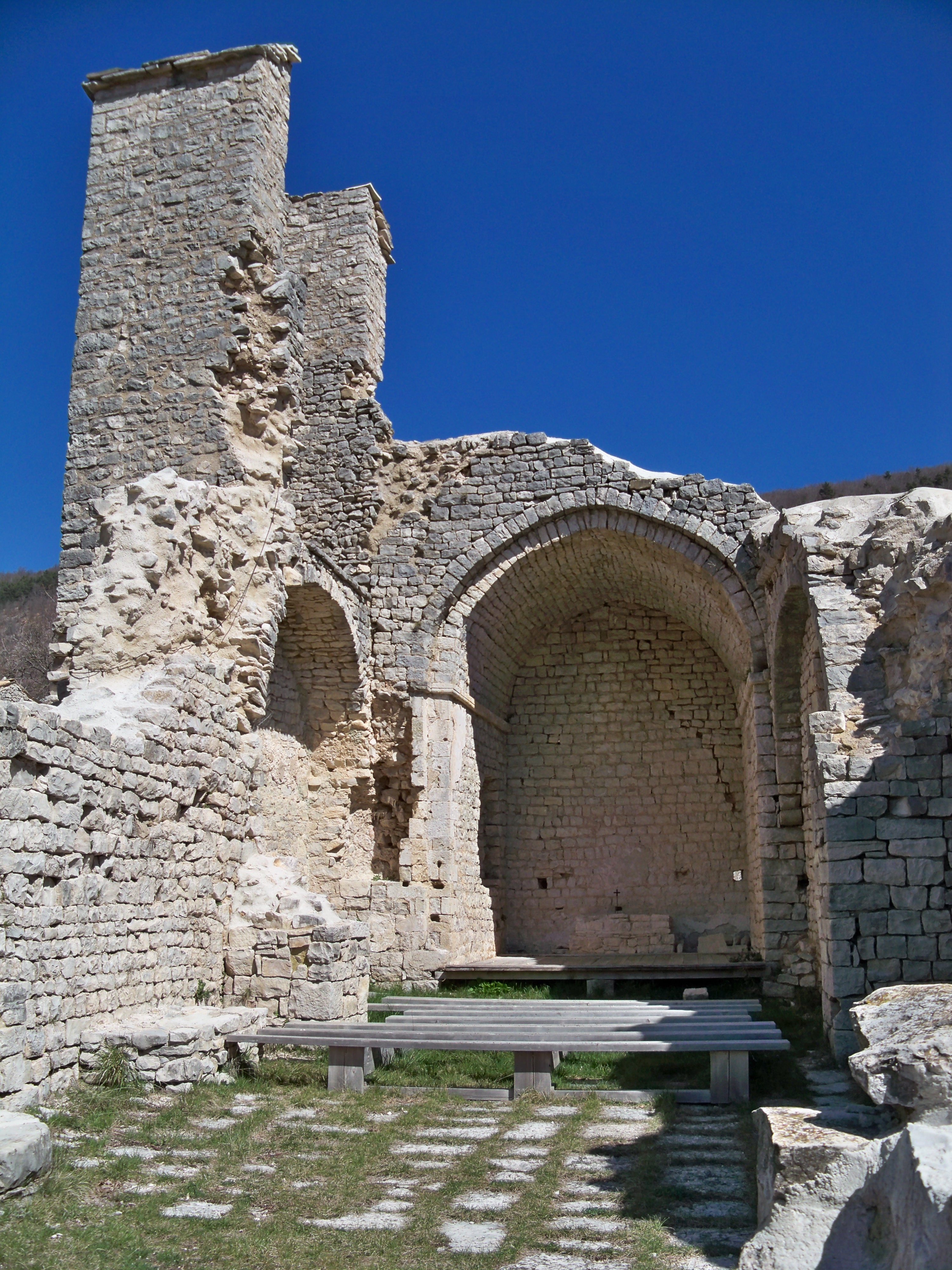
Ruines de l'église de Vière

Au-dessus du village, la tour d’un moulin à vent de 1806 est encore debout.
L'église du Saint-Nom-de-Jésus a été construite par le curé au XVIIIe siècle, tandis que l'église Saint-Pancrace (1717) recèle une abside en cul-de-four.
Un oratoire de 1677 a été construit contre un puits placé dans un édicule.
Les ruines du village Vières sont un des éléments remarquables de la commune. L’église est construite à la fin du XIIe siècle, et remaniée en 1559 ; il en subsiste le chœur à chevet plat et la tour du clocher, et une partie du mur sud.

### Habitat traditionnel
Les différentes formes d’habitat traditionnel provençal sont représentées dans la commune : maisons en hauteur au village, où hommes et bêtes vivaient sous le même toit, mais aussi des maisons isolées dans les collines. Au XIXe siècle se sont ajoutées hors du village des maisons à terre. Toutes ces constructions sont pensées pour les besoins agricoles : terrasse pour sécher les fruits, grenier pour serrer le foin et le grain.

Constructions traditionnelles à La Rochegiron.
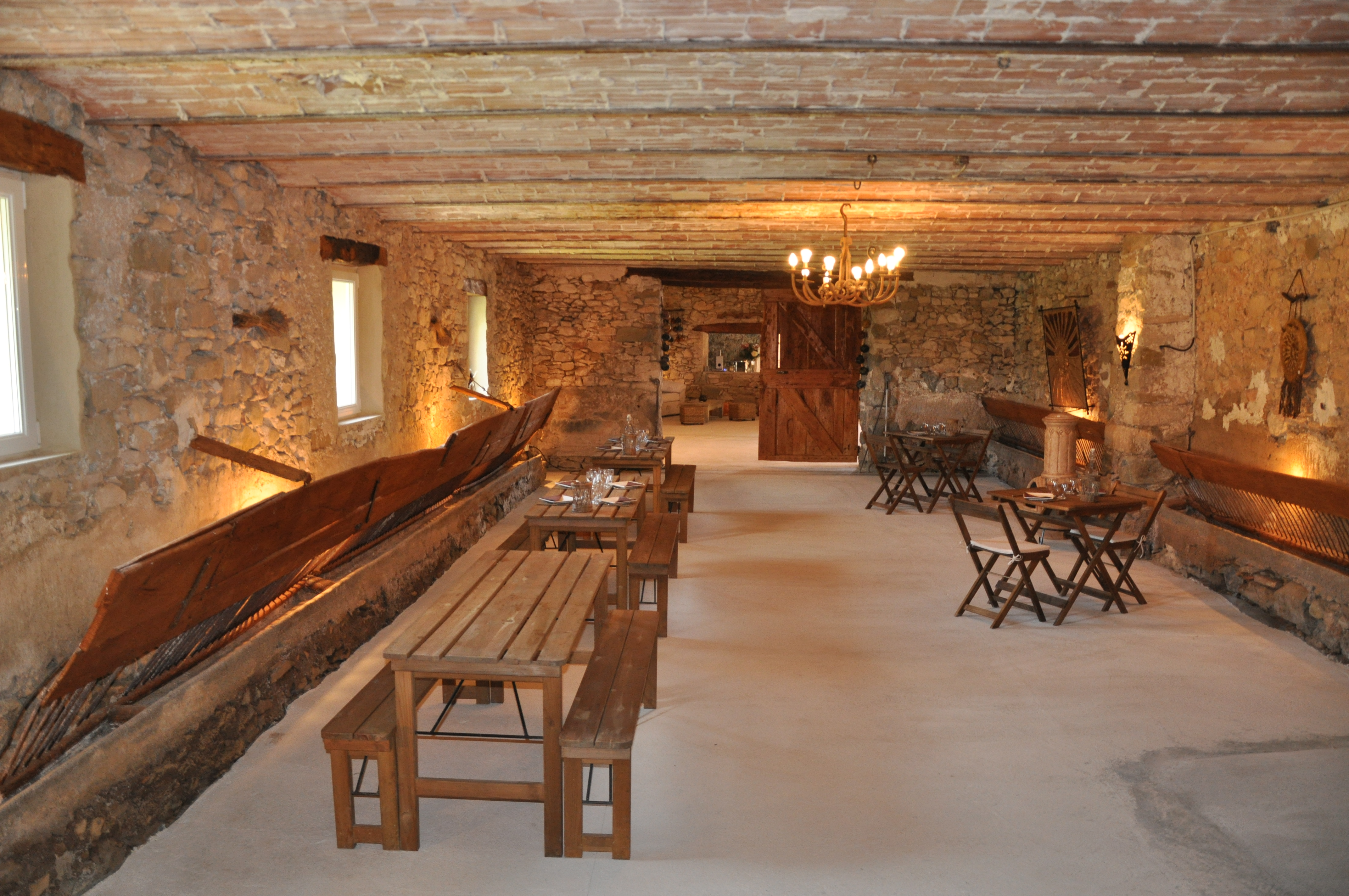
Ancienne écurie transformée en salle à manger.
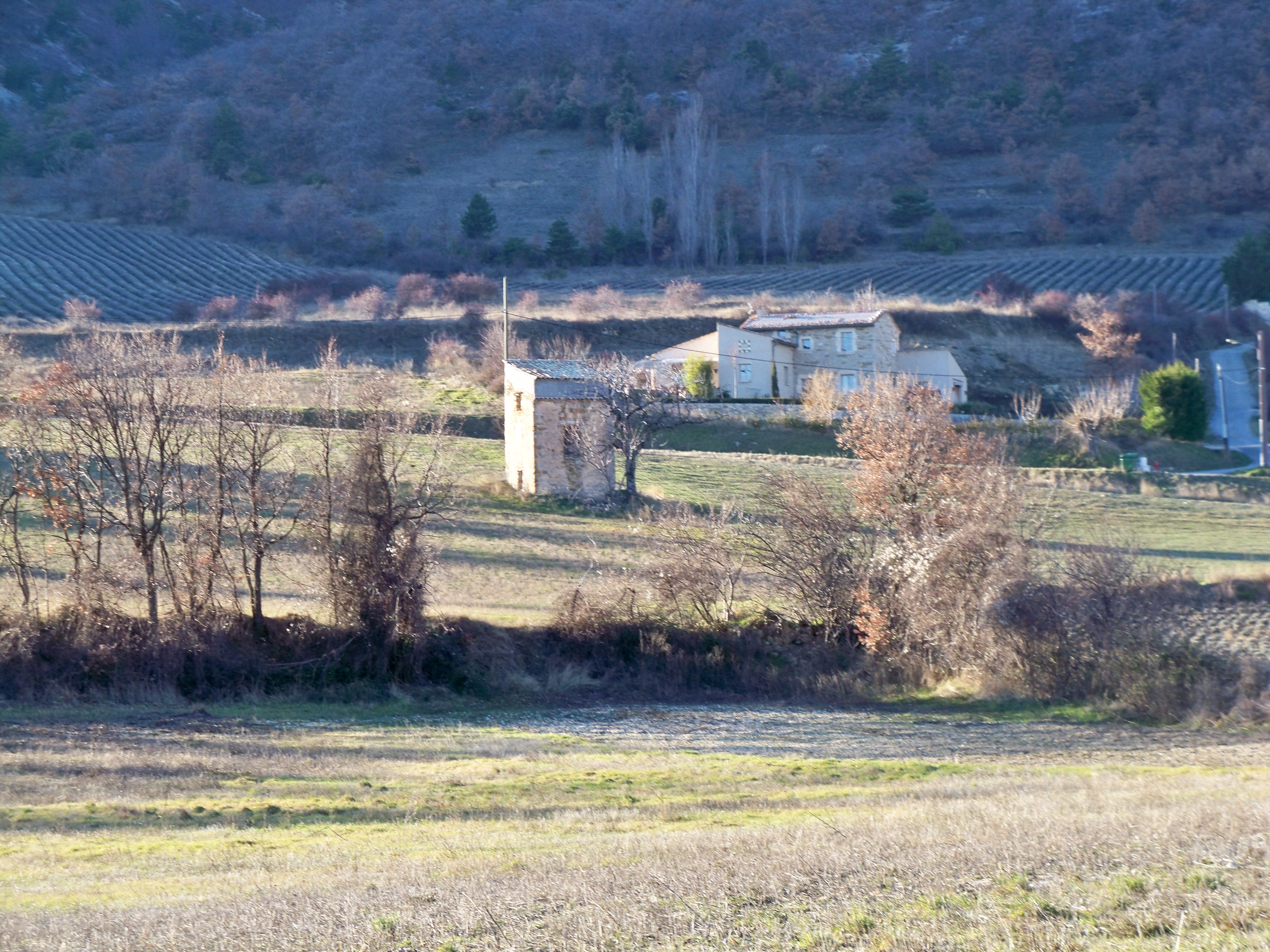
Cabanon au milieu d'un champ.

Les pigeonniers de particuliers sont souvent construits au XIXe siècle, et se signalent par des plaques vernissées en façade, protégeant les oiseaux des rongeurs. L'approvisionnement en eau des différentes constructions était très souvent complété par une citerne qui recueillait les eaux de pluie de la toiture.
Les cabanons fournissent un habitat aménagé près de champs ou de vignes éloignées.
Parmi les bergeries en pierre sèche, la bergerie Pellissier vient d’être restaurée par l’association Alpes de Lumière en novembre 2013 (les finitions seront finies au printemps 2014).

## Personnalités liées à la commune
- Le philosophe Marc Richir disposa d'une maison à La Rochegiron, jusqu'à sa mort en 2015, et y organisa chaque année en été le séminaire annuel de l'Association des amis de la phénoménologie.
- Hugou (Justin, Abdon, Martin), personne morte en déportation.

## Héraldique
| Blason de Rochegiron (La) | Blason  | De sinople à une guivre d'or, coupé d'or à la bande de sable. |
| Blason de Rochegiron (La) | Détails | Le statut officiel du blason reste à déterminer.              |